# Буховецьке
Бухове́цьке — село в Україні, у Кетрисанівській сільській громаді Кропивницького району Кіровоградської області. Населення становить 583 осіб. Колишній центр Буховецької сільської ради.

## Історія

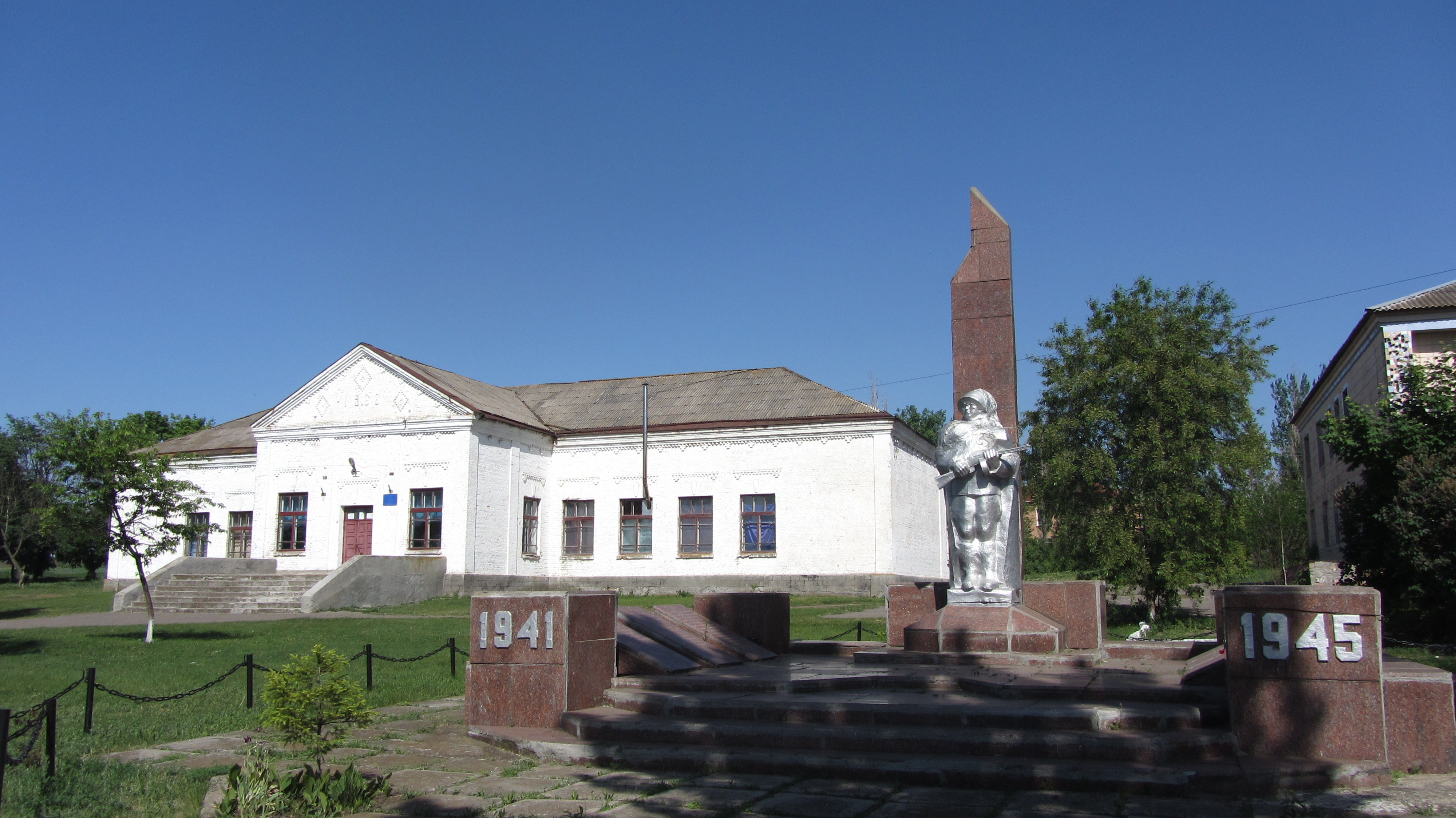
Центр села Буховецьке. Будинок культури та пам'ятник воїнам-землякам

Буховецьке було засноване кріпаками з Курської губернії, переселених сюди на початку XIX століття. В 1912 р в селі заснована земська школа (нині — Буховецька загальноосвітня школа І-ІІІ ступенів). Поблизу села досліджено курган з похованням доби бронзи.
У 1928 році було створено ТСОЗ ім. 10-річчя Червоної Армії, у 1930-му — колгосп ім. Будьонного. На фронтах Другої світової війни воювало 154 жителі Буховецького, 62 з них нагороджено орденами й медалями, 83 загинули. Під час окупації гітлерівці розстріляли кількох селян, які поширювали повідомлення Радінформбюро серед населення.
Село належало до Бобринецького району до його ліквідації 17 липня 2020 року.

## Населення
Згідно з переписом УРСР 1989 року чисельність наявного населення села становила 605 осіб, з яких 292 чоловіки та 313 жінок.
За переписом населення України 2001 року в селі мешкали 583 особи.

### Мова
Розподіл населення за рідною мовою за даними перепису 2001 року:
| Мова       | Відсоток |
| ---------- | -------- |
| українська | 98,28 %  |
| російська  | 1,03 %   |
| молдовська | 0,69 %   |